# Marang (Népal)
Marang (en népalais : मराङ) est un comité de développement villageois du Népal situé dans le district de Myagdi. Au recensement de 2011, il comptait 1 787 habitants.